# Sacachispas Fútbol Club
Sacachispas Fútbol Club es una entidad argentina fundada el 17 de octubre de 1948, ubicado en Villa Soldati. Actualmente se desempeña en la Primera B, tercera división del fútbol argentino para los clubes directamente afiliados a la AFA.
Su nombre fue tomado de la película Pelota de trapo, una adaptación de los relatos ficcionales que el periodista deportivo, escritor y guionista uruguayo Ricardo Lorenzo «Borocotó» publicaba en la revista El Gráfico bajo el título de «Apiladas». El mismo Borocotó, socio fundador del club, fue quien ideó la camiseta y sus colores.
El 18 de diciembre de 2021 ascendió por primera vez a la Primera Nacional, segunda categoría del fútbol argentino.
Su estadio lleva el nombre de Roberto "Beto" Larrosa y tiene capacidad de alrededor de unas 5000 personas.
Por el club pasaron importantes figuras del fútbol argentino, como: Eduardo Luján Manera y Alberto José Poletti (campeones del mundo con Estudiantes de La Plata) y Maximiliano "Chanchi" Estévez (ex-Racing Club, entre otros). También ha pasado como Director técnico, José Zorzenón (que tuvo un paso como entrenador en el Club Atlético River Plate en 1967 y pasó como jugador en Club Atlético Independiente) quien fue campeón con Sacachispas en 1954 y obtuvo el ascenso a la Primera Amateur.

## Historia
En el año 1948, Roberto González y Aldo Hugo Vázquez, vecinos del barrio de Nueva Pompeya, de la ciudad de Buenos Aires, decidieron formar un equipo para disputar los Juegos Nacionales Evita. Vázquez, por entonces de 17 años, jugaba en la divisiones inferiores de River Plate, y a través de Carlos Peucelle, coordinador de las mismas, consiguió el aporte de tres jugadores provenientes de dicho club, entre ellos uno que sería decisivo en los mencionados juegos, Antonio Tusia.
En el momento de decidir el nombre del equipo, inspirados en la recién estrenada película Pelota de trapo (1948), que describía la historia de un equipo de barrio llamado «Sacachispas», decidieron tomar ese nombre.

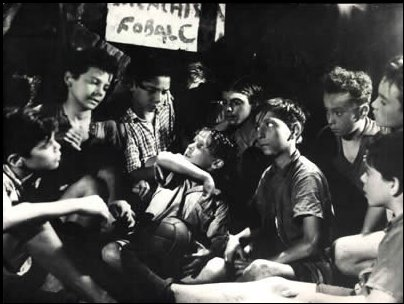
Pelota de trapo (película 1948)

Ya en el torneo, Sacachispas llegó a la final de su seccional, que debía disputarse en la cancha de Ferro Carril Oeste un sábado a la tarde, pero era tal la fama del equipo que Carlos Romano, amigo del delegado y secretario personal del Presidente Perón le insistió a este para que lo viera jugar, por lo que el partido se terminó disputando el domingo por la mañana en la cancha de River Plate, con la presencia del Presidente y su esposa, Eva Duarte. En el momento en que los jugadores los saludaban en el palco, el presidente se acercó a Aldo Vázquez y le preguntó si eran el famoso equipo de Sacachispas y en qué lugar tenían la cancha. Tras enterarse de que jugaban en la calle, decidió gestionar la cesión de un predio para construir una donde pudieran disputar sus partidos.
Finalmente, quedaron eliminados en la semifinal, pero a pesar de ello, el goleador de aquel campeonato fue Antonio Tusia, el joven que había sido cedido de las inferiores de River Plate.
La primera cancha se levantó en Lacarra y Corrales, a seis cuadras de donde se encuentra la actual. Poco después, con estadio propio construido en terrenos cedidos por la Municipalidad de la ciudad por gestión de la Secretaría de la Presidencia de la Nación, en 1952 Sacachispas se oficializó. Tras la formación de una comisión directiva, de la que participó el propio Borocotó, mentor del club, se fijó la fecha de fundación el 17 de octubre de 1948, como agradecimiento a la intercesión de Perón, dada la significación de dicha fecha en la historia del Movimiento Justicialista.
En 1954 la institución obtuvo la afiliación a la Asociación del Fútbol Argentino y, en el primer campeonato que disputó, obtuvo el ascenso a la categoría superior, ganándole la final al Club Deportivo Morón.
Mientras tanto, Vázquez, que había sido cedido por River Plate a distintos clubes, quedó libre de contratación y decidió ir al equipo que él mismo creó y fundó. Allí disputó los campeonatos de 1958, 1959 y 1960 en la Primera División Amateur.
Sacachispas descendió en 1962 a Primera D, un año después volvió a ascender, en 1967 bajó nuevamente, en la temporada 1999-00 obtuvo un nuevo ascenso, en la 2000-01 volvió a la D y en la temporada 2002-03 regresó a la Primera C, categoría en la que se desempeñó durante 14 años.

El 23 de mayo de 2017, Sacachispas eliminó a Arsenal por penales 6 a 5 luego de empatar 1 a 1 en los 90 minutos, 
clasificando a los dieciseisavos de final de la Copa Argentina en un hecho histórico, ya que fue la primera vez que un equipo de Primera C eliminó a otro de Primera División.
El 9 de junio de 2017, a tres fechas de finalizar el torneo, Sacachispas se consagró campeón del campeonato de Primera C y ascendió a la B Metropolitana por primera vez en su historia, empatando 2 a 2 con Sportivo Dock Sud.
El 18 de diciembre de 2021, Sacachispas asciende por primera vez al Nacional B, segunda categoría del fútbol argentino, luego de empatar 0 a 0 en la ida y 1 a 1 en la vuelta ante Colegiales, en los penales, el lila ganó 4 a 2.
En la temporada de la Primera Nacional 2022 descendió a la Primera B Metropolitana, terminando último en la tabla del torneo en la posición 37º.

## Estadio
Sacachispas posee el estadio Roberto "Beto" Larrosa que se denomina así en homenaje al arquero. Está ubicado en Villa Soldati (Buenos Aires), Argentina. 
La primera cancha tuvo su lugar en la calle Lacarra y las vías del ferrocarril Belgrano. 
Se inauguró en 1954 en el Campeonato de Tercera División al mismo tiempo que el club fue afiliado a la Asociación del Fútbol Argentino. En su partido inaugural, Sacachispas sufrió una derrota 3 a 0 contra Club Atlético Arsenal (Llavallol), pero en el segundo partido oficial que se jugó en este estadio, el local obtuvo una goleada 6 a 0 contra Macabi.
Sacachispas no tenía asegurados los terrenos del estadio, todavía estaban en duda, hasta que en 1983, Roberto Larrosa logró, como Concejal en Villa Soldati, que el club los obtuviera de manera definitiva.
El estadio tiene una capacidad aproximada para 7000 espectadores y las dimensiones del campo son de 97 x 67 metros. Entre sus instalaciones se cuentan cabinas de prensa, cancha auxiliar, canchas de vóley, otras para la práctica de fútbol recreativo, dos piletas y un gimnasio cubierto. Su uso no está limitado únicamente a los socios. Además, trabajando en conjunto con el Gobierno de la Ciudad de Buenos Aires, el predio se utiliza también para las Colonias de Vacaciones de la ciudad, contribuyendo a la recreación de los niños durante su receso escolar en un ámbito formativo.

## Origen de los colores
Cuando el club ya poseía campo de juego propio, decidieron elegir los colores que vestiría el equipo, y de las «Apiladas» de Borocotó se tomaron los colores lila y blanco. En ellas se decía que el imaginario Sacachispas utilizaba una remera con esos colores, los cuales fueron sacados de unas glicinas que crecían en el medio de la cancha donde jugaba.

“…Al Lecherito, que para algo leía novelas, le encargamos la elección de los colores y eligió los de las glicinas con que se vestía todas las primaveras la vieja pared de su casa.
Blancas y lilas a racimos, blancas y lilas se esparcían sus flores por el suelo en serena muerte. Nacían antes que se desarrollara plenamente el verde de las hojas que las sobrevivirían. Sin sospecharlo, algo semejante acontecía con el Sacachispas que nacía con nombre y colores pero sin pelota…”                         ~ «Apiladas» de Borocotó

## Clásicos y rivalidades

### Clásico Malevo
- Presione aquí para ver la historia del Clásico Malevo.

Su clásico rival histórico es Deportivo Riestra, con el que disputa el clásico malevo. El origen de esta rivalidad es de orden geográfico: ambos clubes fueron fundados en la zona sur de la ciudad de Buenos Aires, con sedes en los vecinos barrios de Villa Soldati y Nueva Pompeya, y sus estadios se sitúan muy próximos también en Soldati.

### Clásico Sacachispas-Laferrere
- Presione aquí para ver la historia del Clásico Laferrere-Sacachispas.

El Clásico Laferrere- Sacachispas también denominado  clásico Saca-Lafe  es un duelo del fútbol de ascenso en Argentina que presumiblemente se remonta a los años 80. El origen de la rivalidad nace dada la conexión de la línea del Ferrocarril Belgrano Sur con las estaciones de cada institución, Villa Soldati de Sacachispas y Gregorio de Laferrere  del club homónimo, a solo 25 minutos de distancia. Los estadios de cada equipo se localizan a poca distancia de cada parada ferroviaria que originaron enfrentamientos y emboscadas entre sus hinchadas.
Sacachispas recibió al Deportivo Laferrere, para algunos este clásico se remonta desde la década del 80.miércoles 14 de diciembre de 2016, Mundoascenso.
Disputaron su primer encuentro hace 46 años, el 10 de octubre de 1978 en el Estadio Roberto Larrosa con empate en dos tantos. Cuenta con un importante historial de partidos disputados, incluyendo dos eliminaciones en Copa Argentina..La muy fuerte rivalidadad entre las parcialidades de ambos equipos derivó en varios incidentes y episodios violentos entre sus aficiones.

### Rivalidadades
Otras rivalidades son Deportivo Español, Victoriano Arenas y Barracas Central.

## Uniforme
- Uniforme titular: Camiseta rayada de colores lila y blanco; pantalón lila y medias blancas y lilas.
- Uniforme alternativo: Camiseta violeta; pantalón y medias del mismo color oscuro que la remera.

### Indumentaria
| Período   | Proveedor  |
| --------- | ---------- |
| 1980-1989 | Uribarri   |
| 1989-1993 | Team Foot  |
| 1993-1999 | D-Tap      |
| 1999-2005 | Dana       |
| 2005-2006 | Kappa      |
| 2006-2010 | Dana       |
| 2010-2011 | Meister    |
| 2011      | Erreà      |
| 2012      | Vi Sports  |
| 2012-2014 | Kappa      |
| 2014-2016 | MC         |
| 2016      | Ninguno    |
| 2016-2018 | Vi Sports  |
| 2018-2021 | Meglio     |
| 2021      | Fanáticos  |
| 2021-2023 | Vilter     |
| 2024      | Velmart    |
| 2025-     | IFK Sports |

### Patrocinador
| Período   | Proveedor                       |
| --------- | ------------------------------- |
| 1987-1989 | Center Motor                    |
| 1989-1991 | Carolei                         |
| 1991-1993 | Testai Deportes                 |
| 1993-1995 | Casa De Vito                    |
| 1995-1996 | Escuela Integral de Gastronomía |
| 1996-1997 | Todo Algarrobo                  |
| 1997-1999 | Rapivial                        |
| 1999-2000 | Pre Calent                      |
| 2000-2002 | Dana                            |
| 2002-2003 | Cornejo Logística               |
| 2003-2004 | Sol Logística                   |
| 2004-2005 | Liderar Seguros                 |
| 2005-2006 | Pinturerías Rex                 |
| 2006-2007 | Sol Logística                   |
| 2007-2009 | Federal Seguros                 |
| 2009-2012 | La Nueva Seguros                |
| 2012-2014 | Ranser                          |
| 2015-2016 | Loreto Vial                     |
| 2016      | Pasión por el Ascenso           |
| 2017-2018 | Extra Gas                       |
| 2019-     | Quilmes                         |

### Uniforme Sacachispas 2025
| Titular | Alternativo |

## Jugadores

### Plantel 2023
- Actualizado el 31 de enero de 2023

- Los equipos argentinos están limitados a tener un cupo máximo de seis jugadores extranjeros, aunque solo cinco podrán firmar la planilla del partido

#### Altas
| Verano                  |                |                             |       |
| Neyder Aragón           | Guardameta     | Villa San Carlos            | Libre |
| Matías Wysocki          | Guardameta     | Dock Sud                    | Libre |
| Alan Buonofiglio        | Defensa        | Lugano                      | Libre |
| Manuel Molina           | Defensa        | Villa San Carlos            | Libre |
| Leonel Müller           | Defensa        | Tristán Suárez              | Libre |
| Alexander Corro         | Centrocampista | Villa Mitre de Bahía Blanca | Libre |
| Kevin Denis             | Centrocampista | Huracán                     | Libre |
| Matías Forlano          | Centrocampista | J. J. Urquiza               | Libre |
| Santiago Prim           | Centrocampista | UAI Urquiza                 | Libre |
| Cristian Sánchez Prette | Centrocampista | Agente libre                | Libre |
| Santiago García         | Delantero      | Huracán                     | Libre |
| Víctor Gómez            | Delantero      | Almirante Brown             | Libre |
| Andrés Molina           | Delantero      | Huracán                     | Libre |
| Invierno                |                |                             |       |
| -                       | -              | -                           | -     |

#### Bajas
| Verano                |                |                               |                  |
| César Atamañuk        | Guardameta     | San Telmo                     | Fin de contrato  |
| Gianfranco Coronati   | Guardameta     | Los Andes                     | Fin del préstamo |
| Iván López            | Guardameta     | Ferro                         | Fin del préstamo |
| Rodrigo Díaz          | Defensa        | San Miguel                    | Fin de contrato  |
| Gonzalo Errecalde     | Defensa        | Deportivo Armenio             | Fin de contrato  |
| David Ledesma         | Defensa        | Quilmes                       | Fin del préstamo |
| Adrián Martínez       | Defensa        | Temperley                     | Fin de contrato  |
| Peter Martínez Grance | Defensa        | Gimnasia y Esgrima de Jujuy   | Fin de contrato  |
| Agustín Minnicelli    | Defensa        | Huracán                       | Fin del préstamo |
| Marcelo Vaca          | Defensa        | Comunicaciones                | Fin de contrato  |
| Diego Auzqui          | Centrocampista | Sarmiento de Resistencia      | Fin de contrato  |
| Iván Becker           | Centrocampista | Cumbayá                       | Fin de contrato  |
| Sebastián Carruega    | Centrocampista | Güemes de Santiago del Estero | Fin de contrato  |
| Diego Castañeda       | Centrocampista | Cañuelas                      | Fin de contrato  |
| Juan De Tomasso       | Centrocampista | Defensores de Belgrano        | Fin de contrato  |
| Brian Giménez         | Centrocampista | Estudiantes de San Luis       | Fin de contrato  |
| Diego Molina Fariña   | Centrocampista | Comunicaciones                | Fin de contrato  |
| Brandon Obregón       | Centrocampista | Quilmes                       | Fin del préstamo |
| Alan Ortiz            | Centrocampista | Racing                        | Fin del préstamo |
| Érik Bodencer         | Delantero      | Boca Juniors                  | Fin del préstamo |
| Robertino Giacomini   | Delantero      | Alvarado de Mar del Plata     | Fin del préstamo |
| José Ingratti         | Delantero      | Mitre de Santiago del Estero  | Fin del préstamo |
| Tadeo Marchiori       | Delantero      | Gimnasia y Esgrima (M)        | Fin del préstamo |
| Alan Sombra           | Delantero      | Resistencia                   | Fin de contrato  |
| Invierno              |                |                               |                  |
| -                     | -              | -                             | -                |

## Datos del club

### Trayectoria
Actualizado hasta la temporada 2023 inclusive. Total de temporadas en AFA: 72.
 Aclaración: Las temporadas no siempre son equivalentes a los años. Se registran cuatro temporadas cortas: 1986, 2014, 2016 y 2020.
- Temporadas en Primera División: 0
- Temporadas en Primera Nacional: 1 (2022)
- Temporadas en Tercera división: 18
  - en Primera C: 12 (1955-1962, 1964-1967)
  - en Primera B: 7 (2017/18-2021, 2023-)
- Temporadas en Cuarta división: 37
  - en Primera D: 21 (1954, 1963, 1968-1986)
  - en Primera C: 16 (2000/01 y 2003/04-2016/17)
- Temporadas en Quinta división: 16
  - en Primera D: 16 (1987-1999/00 y 2001/02-2002/03)

#### Total
- Temporadas en Segunda División: 1

- Temporadas en Tercera División: 19

- Temporadas en Cuarta División: 37

- Temporadas en Quinta División: 16

### Ascensos y descensos
- Primera D a Primera C: 1954
- Primera C a Primera D: 1962
- Primera D a Primera C: 1963
- Primera C a Primera D: 1968
- Primera D a Primera C: 2000
- Primera C a Primera D: 2001
- Primera D a Primera C: 2003
- Primera C a Primera B: 2017
- Primera B a Primera Nacional: 2021
- Primera Nacional a Primera B: 2022

### Participación en Copa Argentina
| \| Temporada \| Posición \| \| --------- \| ------------------------ \| \| 2011-12 \| Treintaidosavos \| \| 2012-13 \| Segunda ronda \| \| 2013-14 \| Fase final I \| \| 2014-15 \| Segunda ronda \| \| 2016-17 \| Dieciseisavos de final \| \| 2022 \| Treintaidosavos de final \| |                          |
| Temporada | Posición                 |
| 2011-12 | Treintaidosavos          |
| 2012-13 | Segunda ronda            |
| 2013-14 | Fase final I             |
| 2014-15 | Segunda ronda            |
| 2016-17 | Dieciseisavos de final   |
| 2022 | Treintaidosavos de final |

### Participación en campeonatos oficiales
| Temporada | División | Torneo                 | Posición         |
| 1954      | D        | D                      | Campeón          |
| 1955      | C        | C                      | 10°              |
| 1956      | C        | C                      | 9°               |
| 1957      | C        | C                      | 9°               |
| 1958      | C        | C                      | 9°               |
| 1959      | C        | C                      | 15°              |
| 1960      | C        | C                      | 12°              |
| 1961      | C        | C                      | 8°               |
| 1962      | C        | C                      | 17°              |
| 1963      | D        | Zona "A"               | 5°               |
| 1964      | C        | C                      | 16°              |
| 1965      | C        | C                      | 13°              |
| 1966      | C        | C                      | 18°              |
| 1967      | C        | Zona "B"               | 7°               |
| 1968      | D        | Zona Sur               | 3°               |
| 1969      | D        | Zona Sur               | 5°               |
| 1970      | D        | Zona Sur               | 9°               |
| 1971      | D        | Zona Sur               | 3°               |
| 1972      | D        | Zona Sur               | 4°               |
| 1973      | D        | Zona Sur               | 8°               |
| 1974      | D        | Zona Sur               | 9°               |
| 1975      | D        | Zona Sur               | 1°               |
| 1975      | D        | Torneo Decagonal Final | 4°               |
| 1976      | D        | Zona Sur               | 7°               |
| 1977      | D        | Zona Sur               | 1°               |
| 1977      | D        | Torneo Decagonal Final | 5°               |
| 1978      | D        | Zona Centro            | 5°               |
| 1979      | D        | Zona Centro            | 3°               |
| 1980      | D        | Zona "B"               | 6°               |
| 1981      | D        | Zona "B"               | 10°              |
| 1982      | D        | Zona "B"               | 5°               |
| 1983      | D        | Zona "B"               | 4°               |
| 1984      | D        | Zona "B"               | 10°              |
| 1985      | D        | Zona "B"               | 14°              |
| 1986      | D        | Zona "D"               | 4°               |
| 1986/87   | D        | Zona "B"               | 6°               |
| 1987/88   | D        | D                      | 13°              |
| 1988/89   | D        | Campeonato             | 4°               |
| 1988/89   | D        | Torneo Octogonal       | Subcampeón       |
| 1989/90   | D        | D                      | 15°              |
| 1990/91   | D        | Sección "B"            | 3°               |
| 1990/91   | D        | Torneo Octogonal       | Cuartos de final |
| 1991/92   | D        | D                      | 17°              |
| 1992/93   | D        | D                      | 14°              |
| 1993/94   | D        | Campeonato             | 9°               |
| 1993/94   | D        | Reducido               | Cuartos de final |
| 1994/95   | D        | Campeonato             | 9°               |
| 1994/95   | D        | Reducido               | Cuartos de final |
| 1995/96   | D        | Campeonato             | 10°              |
| 1995/96   | D        | Reducido               | Cuartos de final |
| 1996/97   | D        | Campeonato             | 2°               |
| 1996/97   | D        | Reducido               | Subcampeón       |
| 1997/98   | D        | Campeonato             | 2°               |
| 1997/98   | D        | Reducido               | Semifinal        |
| 1998/99   | D        | Campeonato             | 8°               |
| 1999/00   | D        | D                      | Campeón          |
| 2000/01   | C        | C                      | 16°              |
| 2001/02   | D        | Apertura               | 2°               |
| 2001/02   | D        | Clausura               | 1°               |
| 2001/02   | D        | Reducido               | Subcampeón       |
| 2002/03   | D        | D                      | Campeón          |
| 2003/04   | C        | Campeonato             | 3°               |
| 2003/04   | C        | Reducido               | Subcampeón       |
| 2004/05   | C        | C                      | 11°              |
| 2005/06   | C        | Campeonato             | 6°               |
| 2005/06   | C        | Reducido               | Cuartos de Final |
| 2006/07   | C        | Campeonato             | 8°               |
| 2006/07   | C        | Reducido               | Cuartos de Final |
| 2007/08   | C        | C                      | 11°              |
| 2008/09   | C        | C                      | 16°              |
| 2009/10   | C        | Campeonato             | 4°               |
| 2009/10   | C        | Reducido               | Semifinal        |
| 2010/11   | C        | C                      | 19°              |
| 2011/12   | C        | C                      | 18°              |
| 2012/13   | C        | Campeonato             | 3°               |
| 2012/13   | C        | Reducido               | Semifinal        |
| 2013/14   | C        | C                      | 14°              |
| 2014      | C        | Zona "B"               | 9°               |
| 2015      | C        | C                      | 17°              |
| 2016      | C        | C                      | 7°               |
| 2016/17   | C        | C                      | Campeón          |
| 2017/18   | B        | B                      | 13°              |
| 2018/19   | B        | B                      | 17°              |
| 2019/20   | B        | B                      | 17°              |
| 2020      | B        | B                      | 3°               |
| 2021      | B        | Apertura               | 6°               |
| 2021      | B        | Clausura               | 3°               |
| 2021      | B        | Reducido               | Campeón          |
| 2022      | PN       | PN                     | 37°              |
| 2023      | B        | B                      | En curso...      |
| --------- | -------- | ---------------------- | ---------------- |

     Campeón.     Subcampeón.     Tercer Lugar.       Ascenso.       Descenso.

### Goleadas a favor
- Primera D: 5-0 vs Club Deportivo Riestra en 2002[37]
- Primera C: 5-0 vs Flandria en 1959
- Primera C: 5-0 vs Talleres (RE) en 2010
- Copa Argentina: 6-0 vs Club Atlético Lugano en 2012[38]
- Primera D: 10-0 vs Puerto Nuevo en 1989
- Primera B: 6-0 Vs Comunicaciones en 2021

### Goleadas en contra
- Primera C: 3-8 vs Argentino de Rosario en 1955.
- Primera C: 1-6 vs San Telmo en 2014[39]
- Primera D: 1-10 vs San Martín de Burzaco en 1981.
- Primera D: 1-7 vs Deportivo Paraguayo en 1991.
- Primera D: 0-5 vs Club Comunicaciones en 1997[40]
- Primera Nacional: 0-5 vs Club Atlético San Martín (San Juan) en 2022.

## Palmarés

### Torneos nacionales
- Primera C (1): 2016-17
- Primera D (3): 1954 , 1999-00[41] y 2002-03
  - Ascenso a Primera C por reestructuración (1): 1963
  - Torneos cortos de Primera D (3): Clausura 2002 y Zona Sur 1975 y 1977 (no dan título de campeón).